# Coppa Italia Dilettanti 2000-2001
La Coppa Italia Dilettanti 2000-01 di calcio si disputa tra marzo e maggio 2001, la vincitrice accede direttamente alla Serie D. Nel caso in cui sia già stata promossa in D per la posizione in classifica nel suo campionato, accede alla Serie D la finalista perdente. Se anch'essa è stata già promossa in D, sarà promossa la migliore delle semifinaliste, e se anche la migliore semifinalista è già promossa, ha diritto alla Serie D l'altra semifinalista, e così via.

## Squadre partecipanti
| Regione                  | Squadra                   | Città (provincia)          |
| ------------------------ | ------------------------- | -------------------------- |
| Piemonte e Valle d'Aosta | Mathi                     | Mathi (TO)                 |
| Liguria                  | Entella Chiavari          | Chiavari (GE)              |
| Lombardia                | Caratese                  | Carate Brianza (MB)        |
| Trentino-Alto Adige      | Comano Terme Fiavè        | Comano Terme (TN)          |
| Veneto                   | Cordignano                | Cordignano (TV)            |
| Friuli-Venezia Giulia    | Porcia                    | Porcia (PN)                |
| Emilia-Romagna           | Matulliauto Massalombarda | Massa Lombarda (RA)        |
| Toscana                  | Cappiano Romaiano         | Ponte a Cappiano (FI)      |
| Umbria                   | Nestor                    | Marsciano (PG)             |
| Marche                   | Cagliese                  | Cagli (PU)                 |
| Lazio                    | A.S. Villanova M.R.S.     | Villanova di Guidonia (RM) |
| Abruzzo                  | Notaresco                 | Notaresco (TE)             |
| Molise                   | Sancta Juxta Palata       | Palata (CB)                |
| Campania                 | Comprensorio Nola         | Nola (NA)                  |
| Puglia                   | Castellaneta              | Castellaneta (TA)          |
| Basilicata               | Pisticci                  | Pisticci (MT)              |
| Calabria                 | Rossanese                 | Rossano (CS)               |
| Sicilia                  | Villafranca Tirrena       | Villafranca Tirrena (ME)   |
| Sardegna                 | Atletico Elmas            | Elmas (CA)                 |

- Mathi e  Porcia militavano in Promozione: se avessero vinto la Coppa Italia Dilettanti non avrebbero potuto ottenere la promozione in Serie D.

## Fase eliminatoria a gironi
Le 19 squadre partecipanti al primo turno (07-14-21 marzo) sono state divise in 8 gironi:
- I gironi A, B e F sono composti da 3 squadre;
- I gironi C, D, E, G e H sono composti da 2 squadre.

I giorni sono stati sorteggiati come segue:
| Girone A         | Girone B             | Girone C         | Girone D          | Girone E       | Girone F          | Girone G        | Girone H            |
| ---------------- | -------------------- | ---------------- | ----------------- | -------------- | ----------------- | --------------- | ------------------- |
| Caratese         | Comano Terme e Fiavè | Cagliese         | Cappiano Romaiano | Atletico Elmas | Castellaneta      | Notaresco       | Rossanese           |
| Entella Chiavari | Cordignano           | M. Massalombarda | Nestor            | Villanova      | Comprensorio Nola | S. Juxta Palata | Villafranca Tirrena |
| Mathi            | Porcia               |                  |                   |                | Pisticci          |                 |                     |

### Girone A
| Squadra             | P.ti | G | V | N | P | GF | GS | DR |
| ------------------- | ---- | - | - | - | - | -- | -- | -- |
| 1. Caratese         | 4    | 2 | 1 | 1 | 0 | 5  | 3  | +2 |
| 2. Entella Chiavari | 4    | 2 | 1 | 1 | 0 | 3  | 2  | +1 |
| 3. Mathi            | 0    | 2 | 0 | 0 | 2 | 1  | 4  | -3 |

| 7 marzo 2001, ore 15:00 | Entella Chiavari | 2 – 2 | Caratese |  |

| 14 marzo 2001, ore 15:00 | Mathi | 0 – 1 | Entella Chiavari |  |

| 21 marzo 2001, ore 15:00 | Caratese | 3 – 1 | Mathi |  |

### Girone B
| Squadra                 | P.ti | G | V | N | P | GF | GS | DR |
| ----------------------- | ---- | - | - | - | - | -- | -- | -- |
| 1. Comano Terme e Fiavè | 6    | 2 | 2 | 0 | 0 | 6  | 0  | +6 |
| 2. Porcia               | 3    | 2 | 1 | 0 | 1 | 1  | 2  | -1 |
| 3. Cordignano           | 0    | 2 | 0 | 0 | 2 | 0  | 5  | -5 |

| 7 marzo 2001, ore 15:00 | Cordignano | 0 – 1 | Porcia |  |

| 14 marzo 2001, ore 15:00 | Comano Terme e Fiavè | 4 – 0 | Cordignano |  |

| 21 marzo 2001, ore 15:00 | Porcia | 0 – 2 | Comano Terme e Fiavè |  |

### Girone C
| 7 marzo 2001, ore 15:00 | Cagliese | 1 – 1 | Matulliauto Massalombarda |  |

| 21 marzo 2001, ore 15:00 | Matulliauto Massalombarda | 2 – 2 | Cagliese |  |

Qualificata/o:  Cagliese

### Girone D
| 7 marzo 2001, ore 15:00 | Nestor | 1 – 2 | Cappiano Romaiano |  |

| 21 marzo 2001, ore 15:00 | Cappiano Romaiano | 2 – 2 | Nestor |  |

Qualificata/o:  Cappiano Romaiano

### Girone E
| 7 marzo 2001, ore 15:00 | Atletico Elmas | 1 – 1 | Villanova |  |

| 21 marzo 2001, ore 15:00 | Villanova | 2 – 1 | Atletico Elmas |  |

Qualificata/o:  Villanova

### Girone F
| Squadra              | P.ti | G | V | N | P | GF | GS | DR |
| -------------------- | ---- | - | - | - | - | -- | -- | -- |
| 1. Comprensorio Nola | 4    | 2 | 1 | 1 | 0 | 3  | 1  | +2 |
| 2. Castellaneta      | 3    | 2 | 1 | 0 | 1 | 3  | 4  | -1 |
| 3. Pisticci          | 1    | 2 | 0 | 1 | 1 | 1  | 2  | -1 |

| 7 marzo 2001, ore 15:00 | Pisticci | 0 – 0 | Comprensorio Nola |  |

| 14 marzo 2001, ore 15:00 | Castellaneta | 2 – 1 | Pisticci |  |

| 21 marzo 2001, ore 15:00 | Comprensorio Nola | 3 – 1 | Castellaneta |  |

### Girone G
| 7 marzo 2001, ore 15:00 | Sancta Juxta Palata | 2 – 0 | Notaresco |  |

| 21 marzo 2001, ore 15:00 | Notaresco | 1 – 0 | Sancta Juxta Palata |  |

Qualificata/o:  Sancta Juxta Palata

### Girone H
| 7 marzo 2001, ore 15:00 | Rossanese | 1 – 2 | Villafranca Tirrena |  |

| 21 marzo 2001, ore 15:00 | Villafranca Tirrena | 0 – 1 | Rossanese |  |

Qualificata/o:  Villafranca Tirrena

## Fase a eliminazione diretta

### Quarti di Finale
| Squadra 1         | Totale | Squadra 2            | Andata     | Ritorno    |
| ----------------- | ------ | -------------------- | ---------- | ---------- |
|                   |        |                      | 28.03.2001 | 04.04.2001 |
| Caratese          | 3 - 1  | Comano Terme e Fiavè | 1 - 0      | 2 - 1      |
| Cappiano Romaiano | 1 - 1  | Cagliese             | 0 - 0      | 1 - 1      |
| Villanova         | 3 - 3  | Sancta Juxta Palata  | 2 - 2      | 1 - 1      |
| Comprensorio Nola | 2 - 0  | Villafranca Tirrena  | 2 - 0      | 0 - 0      |

### Semifinali
| Squadra 1           | Totale | Squadra 2         | Andata     | Ritorno    |
| ------------------- | ------ | ----------------- | ---------- | ---------- |
|                     |        |                   | 18.04.2001 | 25.04.2001 |
| Caratese            | 3 - 3  | Cappiano Romaiano | 1 - 1      | 2 - 2      |
| Sancta Juxta Palata | 3 - 7  | Comprensorio Nola | 0 - 2      | 3 - 5      |

### Finale
| Arbitro: | Rodomonti (Teramo) |

| |            | |
| Manzo 90’ (rig.) Musella 90+2’ | Marcatori  | 42’ Motta |
| Esposito Cimmino Annibale Liccardi (46' Francese) Cerchia (63' Miele) Oliva Longobardi Manzo Izzo (55' Zinocchi) Landolfo Musella | Formazioni | Bertossi Mele Motta Lucchetta Colombo Di Toro (81' Tono) Contartese (72' Corbelli) Gerevini Colombi Di Tillo Schingo (61' Lo Magistro) |
| Massaro | Allenatori | Molteni |